# Lâu đài Strečno
Lâu đài Strečno (tiếng Slovakia: Strečno hrad) là một tàn tích được tái tạo lại của một lâu đài thời Trung cổ. Lâu đài nằm cách thành phố Žilina 11 km, trên một bờ kè cao 103 mét phía trên sông Váh, thuộc địa phận làng Strečno, vùng Žilina, Slovakia. Hiện nay, lâu đài Strečno là nơi tổ chức các cuộc triển lãm của Bảo tàng Považský ở Žilina.
Ngày 5 tháng 11 năm 1963, lâu đài Strečno được ghi danh vào Danh sách Di tích Trung ương theo quyết định của Bộ Văn hóa Cộng hòa Slovakia. Năm 1970, theo Nghị quyết của Chủ tịch Hội đồng Quốc gia Slovakia, lâu đài được công nhận là di tích văn hóa quốc gia.

## Lịch sử
Lâu đài Strečno được xây dựng trên một địa điểm trước đó từng tồn tại một pháo đài của người Slav. Trong giai đoạn mới thành lập, lâu đài được sử dụng làm tòa bảo vệ trạm thu phí nằm ở pháo đài bên kia sông Váh. Vào giữa thế kỷ 14, việc xây dựng pháo đài bên trong lâu đài Strečno được hoàn thành. Sau đó, vào đầu thế kỷ 15, Nữ hoàng Barbora Celjská đã mua lại lâu đài Strečno và xây dựng thêm cung điện phía bắc và nhà nguyện trong lâu đài.